# Sectiliclava cleone
Sectiliclava cleone är en stekelart som först beskrevs av Walker 1844.  Sectiliclava cleone ingår i släktet Sectiliclava och familjen sköldlussteklar. Arten är reproducerande i Sverige. Inga underarter finns listade i Catalogue of Life.